# Стройновци
Стройновци е село в Североизточна България. То се намира в община Антоново, област Търговище.

## География
Село Стройновци се намира в планински район.